# Alexandru Mureșan
 Alexandru Mureșan  (n. 1854, Sătmărel – d. 8 august 1938, Sătmărel) a fost un deputat în Marea Adunare Națională de la Alba Iulia, organismul legislativ reprezentativ al „tuturor românilor din Transilvania, Banat și Țara Ungurească”, cel care a adoptat hotărârea privind Unirea Transilvaniei cu România, la 1 decembrie 1918.:p. 274

## Biografie
Alexandru Mureșan s-a născut în localitatea Sătmărel, în 1854 și a fost un agricultor cu șase clase din  Sătmărel; a decedat în anul 1938, la data de 8 august, în localitatea natală.:p. 274

## Activitate politică
A fost delegat al cercului electoral Cinghir la Marea Adunare Națională de la Alba Iulia din 18 noiembrie/ 1 decembrie 1918.